# Remo Schmid

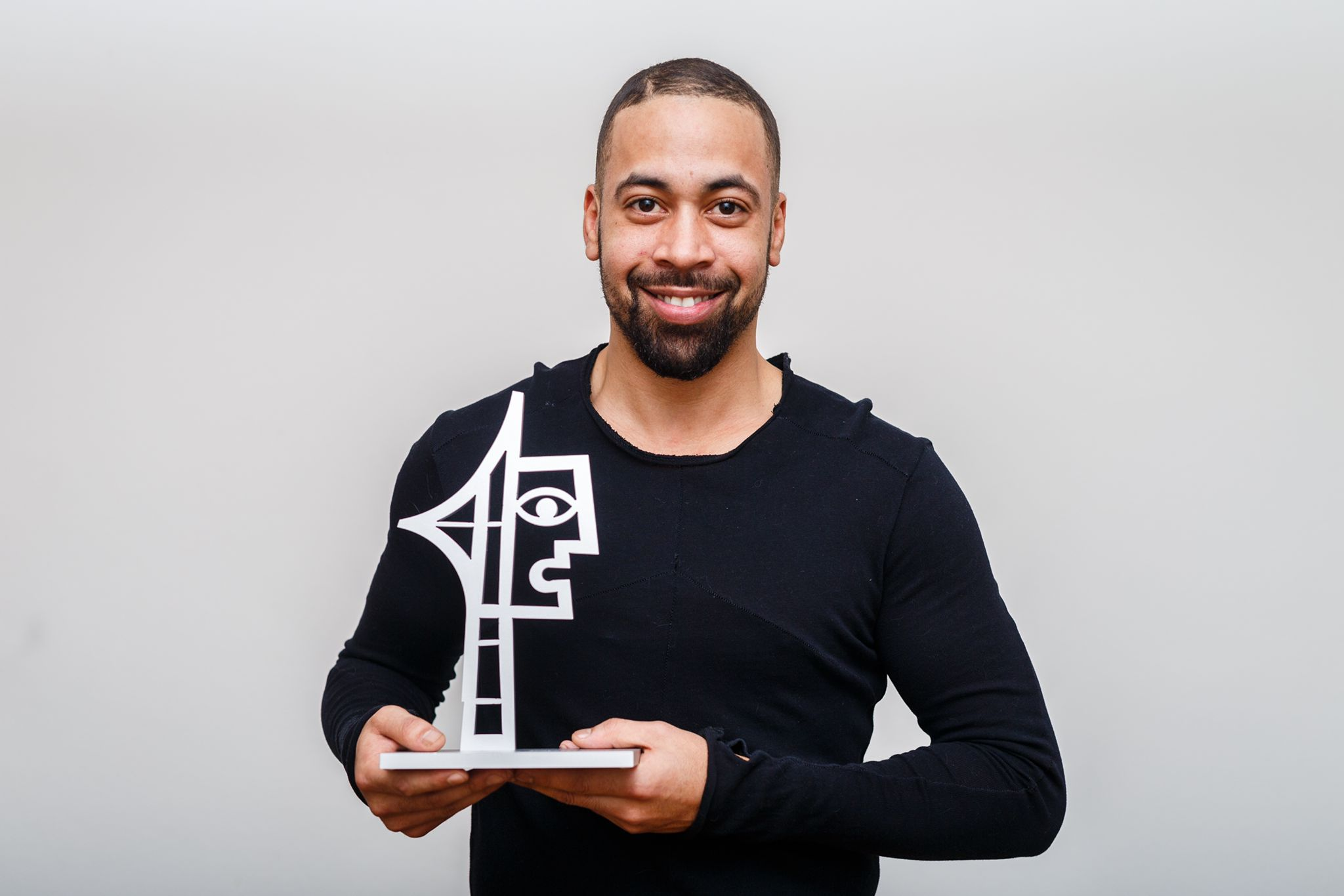
Remo Schmid, Prix-Courage-Sieger bei der Preisübergabe

Remo Schmid (geboren 12. April 1986 in Zürich) ist ein schweizerischer Networker, Prix-Courage-Sieger, Unternehmer sowie Jurymitglied der Zeitschrift „Beobachter“. Schmid engagiert sich als Stifter sowie Präsident des Vereins „Play for Charity“ und setzt sich in der Rolle des Botschafters gegen Gewalt an Frauen und Kindern ein.

## Leben
Schmid ist in der Stadt Zürich als erstes von zwei Kindern geboren sowie aufgewachsen und hat mit Nicole Schmid eine jüngere Schwester. Schmid wuchs als Sohn eines PTT-Angestellten auf. Seine Wurzeln liegen sowohl in der Schweiz als auch in der Dominikanischen Republik.
Er absolvierte eine Lehre in der Logistik- und Transportbranche und ist seither als Event Manager, Key Account Manager und Unternehmer tätig gewesen.
Als Jugendlicher spielte Schmid Fussball in den Jugendmannschaften des FC Zürich und war zwischenzeitlich auch als Senior aktiv. Des Weiteren ist er Hobbykoch und spricht neben der deutschen auch die spanische, französische, italienische und englische Sprache.

## Auszeichnungen
Im Alter von 21 Jahren nahm Schmid am Sporthilfe-Event „Super10Kampf“ teil und gewann diesen an der Seite von Ex-Mister-Schweiz Tim Wielandt, Snowboarderin Daniela Meuli und Ex-Eishockeyprofi André Rötheli.
2017 wurde Schmid mit dem Prix Courage ausgezeichnet. Mit dieser Auszeichnung ehrt die Zeitschrift „Beobachter“ jährlich herausragende Menschen mit Zivilcourage. Diese bewies Schmid, indem er in einer Sommernacht 2017 mit seinem Einschreiten die Vergewaltigung einer Frau verhinderte, den fliehenden Täter überwinden konnte und diesen der Polizei übergab. 2018 erhielt Schmid zudem die Bronzene Ehrenbürgerauszeichnung Carnegie. Seit 2020 ist Schmid als ehemaliger Auszeichnender nun auch als Jury-Mitglied der Prix-Courage-Auszeichnung aktiv.
Mit dem Projekt „Stratosphere Courage“ ist Schmid zudem offizieller Weltrekordhalter und hält diesen für die „höchste mit dem Ballon erzielte Höhe einer schriftlichen Botschaft“. Bestückt war der Ballon mit Botschaften gegen Gewalt sowie sexuellem Missbrauch an Frauen und für Gleichberechtigung. Seit dem 7. Februar ist Schmids Weltrekord am deutschen Rekord-Institut im RID-Rekordarchiv eingetragen. Mit seiner Präsenz in den Medien setzt sich Schmid auch gerne gegen Rassismus in unterschiedlichen Foren und TV-Shows ein.
An den Swiss Men’s Award 2020 wurde Schmid bei der Wahl zum Mister Right zum Finalisten gekürt.

## Play for Charity
Im November 2020 gründete Schmid in Zürich den Verein Play for Charity. Der gemeinnützige Verein Play for Charity setzt sich gegen Gewalt und sexuelle Belästigung an Frauen ein. Des Weiteren unterstützt der Verein Kinder in Not, Tierschutzorganisationen oder Kinderfussballschulen. Am Play for Charity treten zwei Fussballteams – vertreten mit ehemaligen Schweizer Nationalspielern und Prominenten – gegeneinander an.

### Spenden und Projekte

#### Play for Charity 2020
Am ersten Play for Charity nahmen Fussballgrössen wie Pascal Zuberbühler und Alain Nef sowie Schweizer Prominente wie Ex-Boxer Stefan Angehrn, Ex-Mister Schweiz Renzo Blumenthal oder Bernard Thurnheer teil. Gemeinsam sammelten und spendeten die Teilnehmenden mehr als 10'000 Franken.

#### Play for Charity 2021
In der zweiten Ausgabe von Play for Charity spielten die ehemaligen Nationalspieler Diego Benaglio und Alexander Frei oder Prominente wie Musiker Noah Veraguth für einen guten Zweck.